# 리샤르 가스케
리샤르 가스케(프랑스어: Richard Gasquet, 1986년 6월 18일 ~ )는 프랑스의 테니스 선수이다. 그는 2007년 7월 윔블던에서 미국의 앤디 로딕을 꺾고 준결승에 진출하면서 그의 생애 최고 랭킹인 세계 랭킹 7위를 기록하였다. 이에 따라 그는 그해 11월, 상위 랭커 8명이 겨루는 연말 결산 대회인 마스터스 컵에 출전하였다. 그는 같은 프랑스의 여자 선수인 타티아나 골로방과 함께 2004년 프랑스 오픈 혼합 복식에 출전하여 우승하기도 하였다.

## 선수 경력

### 유년 시기
가스케는 랑그도크루시용 지역의 베지에에서 태어났다. 아버지 프란시스(Francis)와 어머니 마리스(Maryse)는 TC 세리냥(Sérignan)이라는 테니스 클럽을 운영했는데, 가스케는 부모를 따라 4살 때부터 테니스를 치기 시작했다. 9살 때 프랑스 테니스 잡지의 표지 인물로 등장할 정도로 일찍부터 뛰어난 재능을 보였던 그는 주니어 시절에는 아버지가 코치 역할을 맡았고 프로 선수 출신 코치였던 타릭 베나빌(Tarik Benhabiles)에게도 짧은 기간 동안 지도 받았다. 프로로 전향한 이후부터는 에릭 드블리케(Eric Deblicker)와 기욤 페르(Guillaume Peyre)가 코치를 맡았다. 2010년에는 마라트 사핀과 다비드 날반디안의 코치였던 가브리엘 마르쿠스(Gabriel Markus)와 코치 계약을 맺었다.
주니어 시기 가스케의 단식 전적은 44승 7패였으며 2002년 9월에는 주니어 랭킹 1위에 올랐다.
| 주니어 그랜드 슬램 대회 |       |        |
| 호주 오픈               | A     | 준결승 |
| 프랑스 오픈             | 3회전 | 우승   |
| 윔블던                  | A     | A      |
| US 오픈                 | A     | 우승   |

그의 ATP 투어 데뷔는 2002년 4월 몬테카를로 마스터스 참가였다. 당시 만 15세 10개월의 나이였던 그는 와일드카드로 이 대회 예선에 참가하여 예선을 통과, 최연소 마스터스 대회 예선 통과자의 기록을 세웠다. 본선 1회전에서 그는 아르헨티나의 프랑코 스퀼라리(Franco Squillari)를 꺾으면서 투어 대회 최연소 본선 경기 승리 기록도 세웠다. 이전까지 최연소 기록은 1988년 미국 라이 브룩(Rye Brook)에서 열린 대회에서 토미 호(Tommy Ho)가 세운 기록이었다.
가스케의 그랜드 슬램 데뷔 대회는 2002년 프랑스 오픈이었으며, 당시 그의 나이는 만 15세 11개월 9일이었다. 그는 그 해 대회 본선에서 두 번째로 어린 선수였다. 1회전에서 알베르 코스타를 만나 비록 패배하기는 했으나, 한 세트를 따냈다. 알베르 코스타는 이 대회에서 우승했다. 2002년 9월 세계 주니어 랭킹 1위에 오른 가스케는 이 해를 주니어 랭킹 1위로 마감하면서 세계 주니어 챔피언이 되었다. 이 해에 그는 프랑스 오픈과 US 오픈 주니어 단식에서 우승했다. 그는 연말 ATP 랭킹 200위 안에 든 최연소 선수이기도 하다.
2003년 그는 ATP 연말 랭킹 100위 이내에 진입한 최연소 선수가 되었다. 2004년에는 프랑스에서 열린 모젤 오픈 대회 결승에 진출하여 최연소 ATP 대회 결승 진출자가 되었으나, 우승에는 실패했다. 같은 해 그는 프랑스 오픈 혼합 복식에 타티아나 골로방과 함께 출전하여 우승하였다.